# Кирьят-Анавим
Кирьят-Анавим (ивр. קִרְיַת עֲנָבִים‎, дословно — «Город винограда») — израильский кибуц, расположенный в Иудейских горах. Это был первый кибуц, основанный в Иудейских горах. Он расположен к западу от Иерусалима и находится под юрисдикцией регионального совета Мате-Иегуда. В 2020 году его население составляло 467 человек.

## История
Земля, на которой стоит кибуц, была куплена у соседней деревни Абу-Гош, а название Кирьят-Анавим является ивритским переводом слова Карьят аль-Инаб (араб. قرية العنب‎), более древнее название Абу-Гош, которое, в свою очередь, отождествляется с библейским городом Кириаф-Иарим. В 1912 году семья Абу Гош продала тысячи дунамов земли Артуру Руппину, который представлял сионистское движение. В 1919 году группа из 6 пионеров из украинских городов Каменец-Подольский и Прелуки поселилась на этой земле, рядом с небольшим источником под названием «Дилб», названным так из-за окружающих платанов.
Согласно переписи населения Палестины от 1922 года, проведенной властями Британского мандата, население Кириат-Анавима составляло 73 человека, все евреи.По данным переписи населения 1931 года, их число увеличилось до 109 человек, проживающих в 29 домах.
К концу 1920 года в кибуце насчитывалось более 200 жителей.
Во время Хануки 1925 года группа писателей на иврите собралась в Кирьят-Анавиме, чтобы обсудить творческие пути продвижения работ Еврейского национального фонда по мелиорации земель и созданию поселений. Участники конференции выразили надежду, что еврейские писатели и интеллектуалы из диаспоры помогут в продвижении этого дела.
Группа «Гордония» прибыла из Галиции, Польша, в 1936 году.
9 ноября 1937 года пятеро членов группы «Гордония», работавших над проектом облесения Еврейского национального фонда близ Кирьят-Анавима, попали в засаду и были убиты арабами. Кибуц Маале-ха-Хамиша, основанный годом позже, был назван в их честь.
Во время «операции Сезон» Кирьят-Анавим служил базой для Хаганы.

Во время арабо-израильской войны 1948 года 4-й батальон бригады «Пальмах» (бригада «Харель») под командованием Узи Наркисса сражался за Шаар Хагай, дорогу на Иерусалим и сам город, со стороны Кирьят-Анавима. Кирьят-Анавим и прилегающий к нему Маале-ха-Хамиша были местом сражения за гору Хагана между Пальмахом (включая войска, отступившие с Хар-Адар) и Трансиорданским арабским легионом.

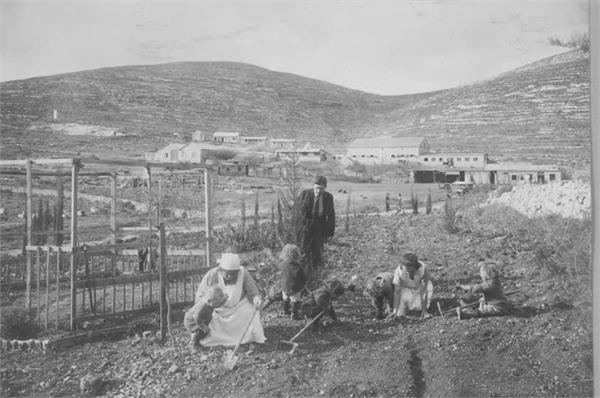
Кирьят-Анавим, 1928
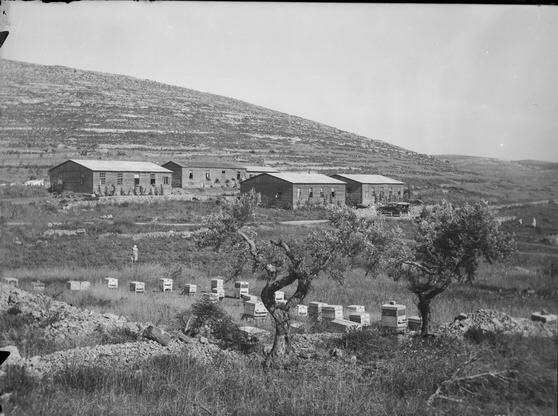
Кирьят-Анавим, 1933
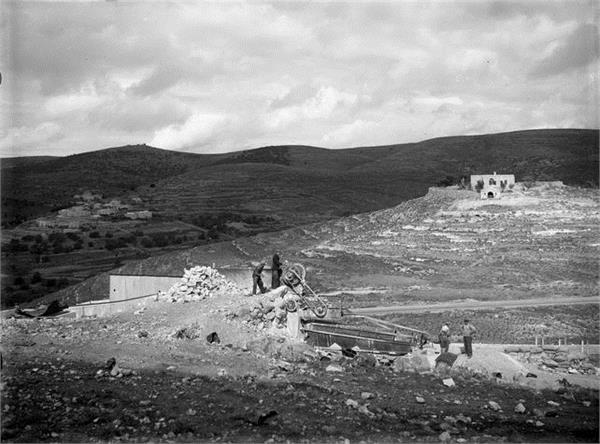
Карьер Кирьят-Анавин, 1936
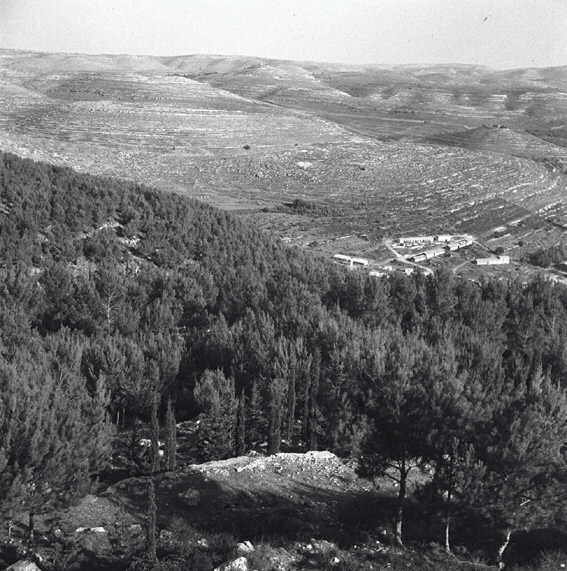
Кирьят-Анавим, 1945
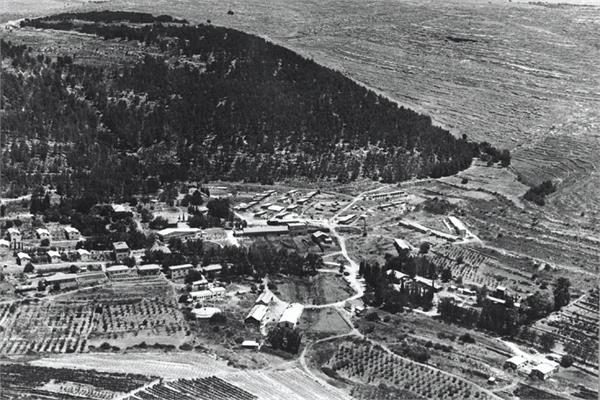
Кирьят-Анавим, 1947
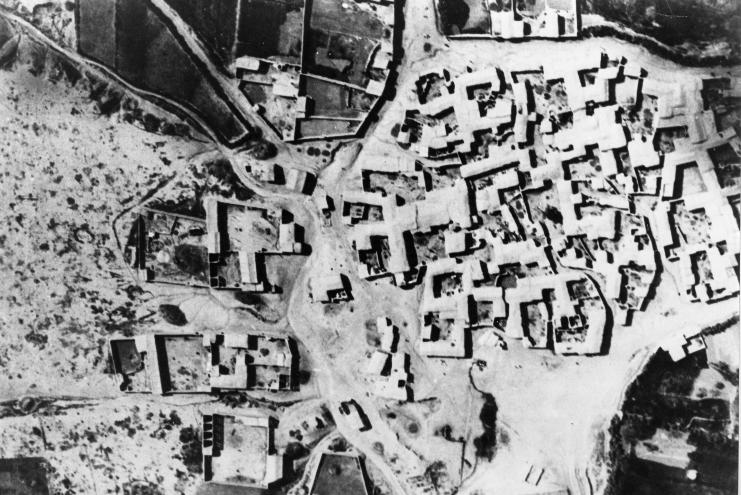
Кирьят-Анавим, 1947
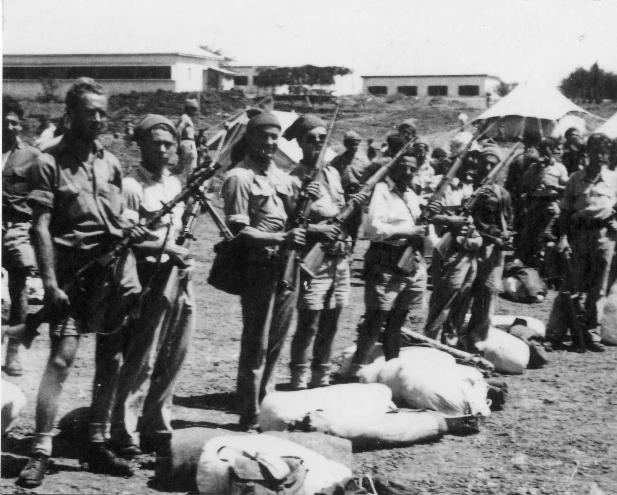
Тренировка Пальмаха в Кирьят-Анавиме, март 1948 года
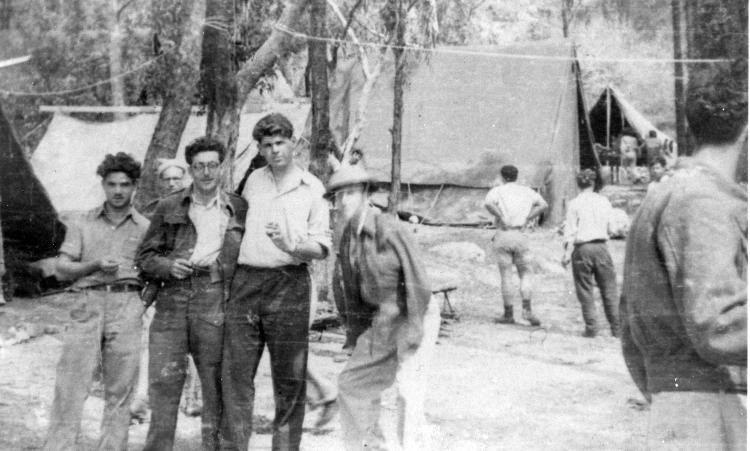
Бойцы 6-го батальона "Харель" разбили лагерь в Кирьят-Анавиме

6 сентября 1996 года пожар в Иерусалимском коридоре причинил значительный ущерб Кирьят-Анавиму и его окрестностям. В результате пожара были повреждены пятнадцать домов и 10 других зданий.

## Население
По данным Центрального статистического бюро Израиля, население на начало 2020 года составляло 467 человек.

## Экономика
В первые дни у кубуцников были молочная и птице-фабрика. В 1968 году кибуц выращивал вишню, персики, виноград и сливы, а также располагал гостевым домом, хлопковыми полями и апельсиновыми рощами. Компания «Anavid Insulation Products», основанная в 1981 году, полностью принадлежит кибуцу Кирьят-Анавим. Завод производит теплоизоляционные и уплотнительные материалы. В июне 2013 года в кибуце открылся отель «Cramim», который предлагает спа-процедуры, основанные на винотерапии.

## Достопримечательности
Во время арабо-израильской войны 1948 года многие из тех, кто пал в боях за безопасность дороги в Иерусалим, были похоронены на кладбище кибуца. Мемориальный памятник был спроектирован для кладбища израильским художником Менахемом Шеми, чей сын Аарон-Джимми, командир роты бригады Пальмах Харель, был убит в бою под Хартувом и похоронен на кладбище кибуца. Среди тех, кто похоронен здесь, есть солдаты бригады «Харель».

## Галерея

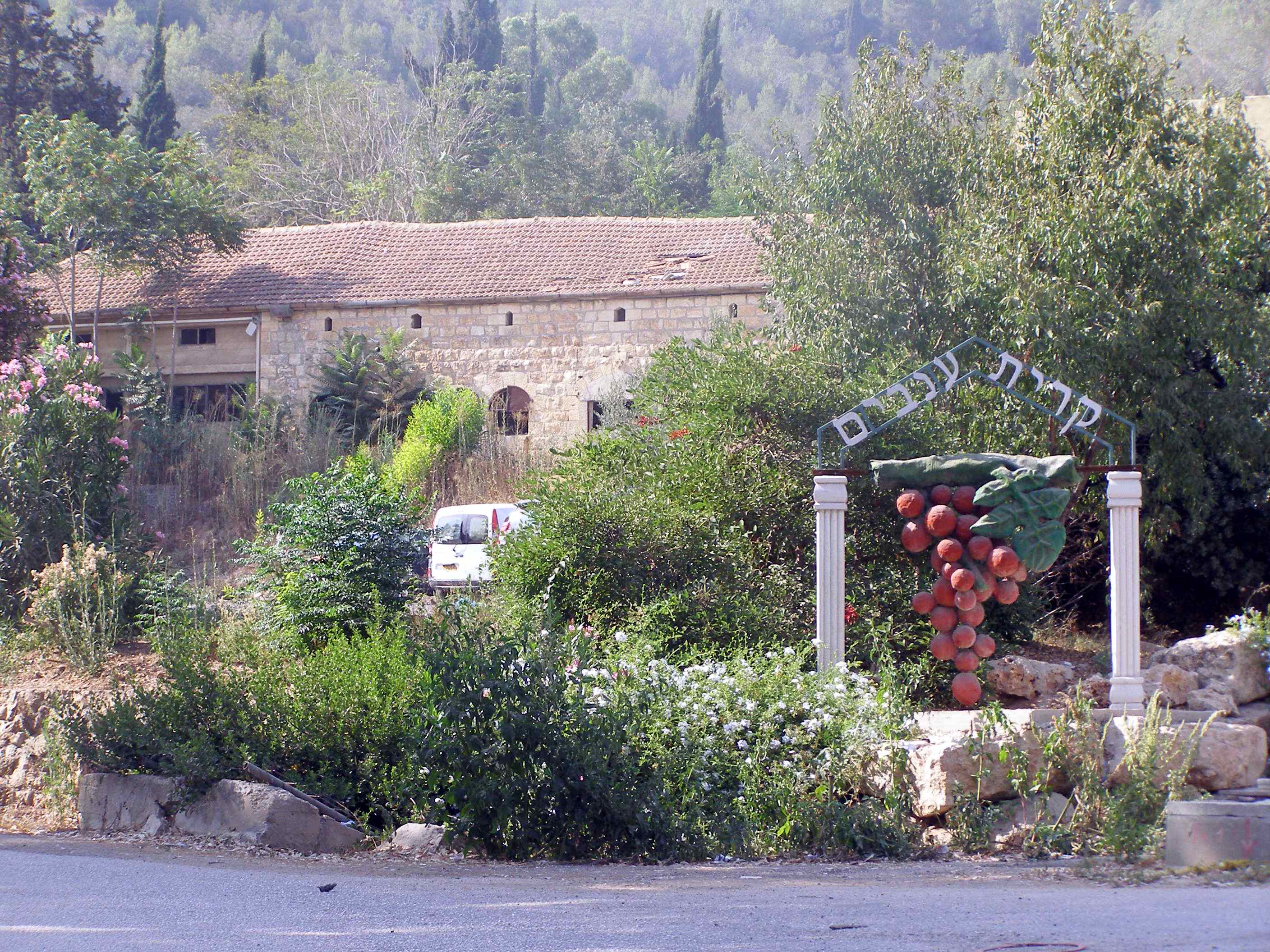
Въезд в Кирьят-Анавим
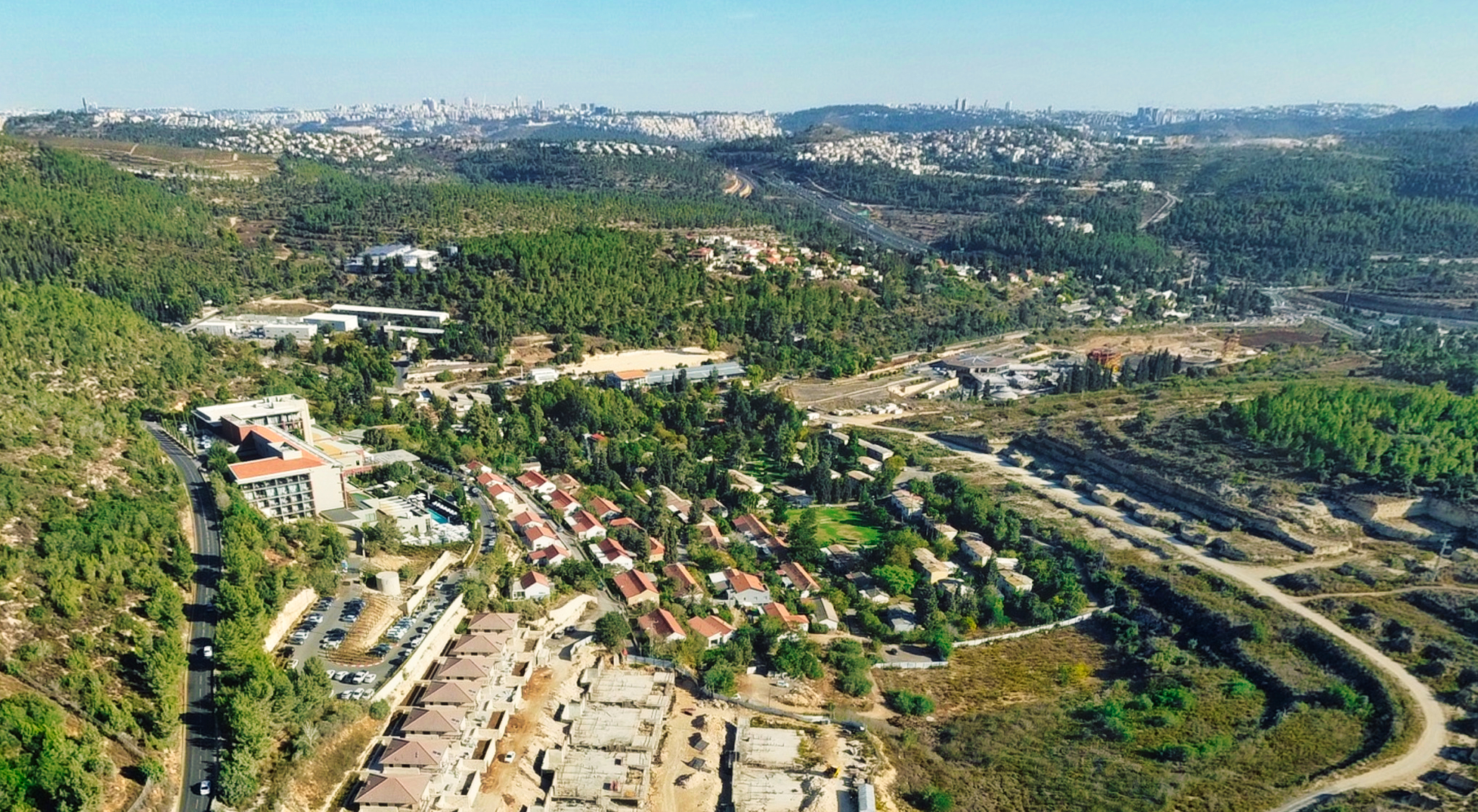
Кирьят-Анавим
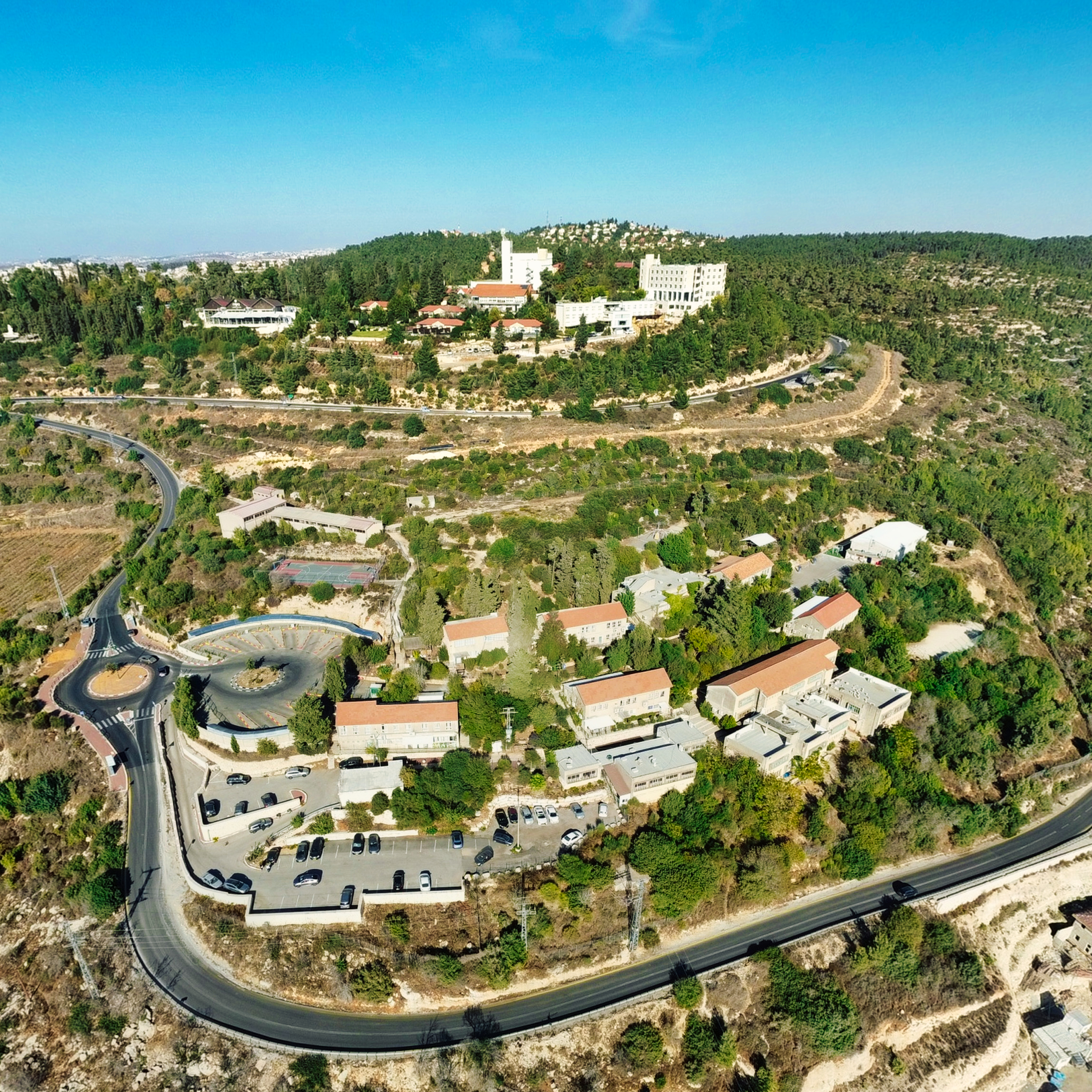
Школа «Алон» в Кирьят-Анавим